# Chaetanthera lycopodioides
Chaetanthera lycopodioides là một loài thực vật có hoa trong họ Cúc. Loài này được (J.Rémy) Cabrera mô tả khoa học đầu tiên năm 1935.